# Milad Ebadipour
Milad Ebadipour Gharahassanlou (in persiano میلاد عبادی‌پور قره‌حسنلو‎; Urmia, 17 ottobre 1993) è un pallavolista iraniano con cittadinanza polacca, schiacciatore della Powervolley Milano.

## Biografia
Nell'agosto 2020 ottiene il passaporto polacco, pur continuando a mantenere la nazionalità sportiva iraniana.

## Carriera

### Club
La carriera di Milad Ebadipour inizia nel [2011, con il Kalleh Mazandaran, con cui vince due campionati iraniani e un campionato asiatico per club. Nella stagione 2014-15 passa all'Urmia dove resta per un biennio trasferendosi poi, nell'annata 2016-17, al Sarmayeh Bank, con cui vincerà il suo terzo campionato e altri due campionati asiatici per club (2016 e 2017), aggiudicandosi inoltre in entrambe le edizioni il premio individuale di miglior schiacciatore.
Dopo una breve esperienza in Qatar con l'Al-Rayyan, condita dalla vittoria della Coppa dell'Emiro, nella stagione 2017-18 approda in Europa, firmando per i polacchi dello Skra Bełchatów, con cui vince due supercoppe polacche e un campionato.
Al termine di un quinquennio nel club giallonero, nella stagione 2022-23 è di scena nella Superlega italiana, ingaggiato dalla Powervolley Milano, ritrovano come tecnico Roberto Piazza con cui aveva lavorato nelle prime due annate in Polonia.

### Nazionale
Con la nazionale iraniana vince la medaglia di bronzo alla Grand Champions Cup 2017 e quella d'oro al campionato asiatico e oceaniano 2019 e 2021, oltre l'argento all'edizione 2023.

## Palmarès

### Club
- Campionato iraniano: 3

2011-12, 2012-13, 2016-17
- Campionato polacco: 1

2017-18
- Supercoppa polacca: 2

2017, 2018
- Coppa dell'Emiro: 1

2017
- Campionato asiatico per club: 3

2013, 2016, 2017

### Nazionale (competizioni minori)
- Campionato asiatico e oceaniano under 20 2012
- Giochi asiatici 2014
- Giochi asiatici 2018

### Premi individuali
- 2016 - Campionato asiatico per club: Miglior schiacciatore
- 2017 - Campionato asiatico per club: Miglior schiacciatore
- 2017 - Grand Champions Cup: Miglior schiacciatore
- 2021 - Campionato asiatico e oceaniano: Miglior schiacciatore